# 프로피오닐-CoA
프로피오닐-CoA(영어: propionyl-CoA) 또는 프로피오닐 조효소 A(영어: propionyl coenzyme A)는 프로피온산의 조효소 A 유도체이다. 프로피오닐-CoA는 24개의 탄소로 구성되어 있으며(조효소 A 부분을 제외하면 3개의 탄소로 구성됨), 생성 및 대사 운명은 프로피오닐-CoA가 어떤 생물에 존재하는가에 따라 달라진다. 특정 아미노산의 이화작용 또는 홀수 지방산의 산화와 같은 여러 대사 경로를 통해 프로피오닐-CoA가 생성될 수 있다. 프로피오닐-CoA는 프로피오닐-CoA 카복실화효소 또는 메틸시트르산 회로를 통해 분해될 수 있다. 다른 생물에서 프로피오닐-CoA를 통제된 구역으로 격리시켜 축적시킴으로써 잠재적인 독성을 완화시킬 수 있다. 프로피오닐-CoA의 생성 및 분해에 대한 유전적인 결함은 사람에서 임상적으로 중요성이 크다.

## 생성
프로피오닐-CoA를 생성하는 여러 대사 경로가 존재한다.
- 프로피오닐-CoA는 3탄소 화합물인 프로피온산의 유도체이다. 따라서 홀수 지방산은 산화되어 아세틸-CoA 뿐만 아니라 프로피오닐-CoA를 생성한다. 프로피오닐-CoA는 프로피오닐-CoA 카복실화효소에 의해 메틸말로닐-CoA로 전환되고, 이어서 비타민 B12를 보조 인자로 사용하는 메틸말로닐-CoA 뮤테이스에 의해 석시닐-CoA로 전환된다.[2]
- 프로피오닐-CoA는 홀수 지방산의 산화 뿐만 아니라 메티오닌, 발린, 아이소류신, 트레오닌을 포함하는 아미노산의 산화에 의해 생성된다. 또한 프로피오닐-CoA 카복실화효소에 의한 프로피오닐-CoA를 메틸말로닐-CoA로 전환하는 것은 아미노산의 이화작용의 결과일 수도 있다.[1]
- 담즙산을 형성하는 콜레스테롤의 산화는 부산물로 프로피오닐-CoA를 생성한다. 술드(Suld) 등이 수행한 실험에서 간의 미토콘드리아, 조효소 A, 프로피온산을 혼합했을 때, 프로피온산에 표지된 동위 원소가 분해되었다. 그러나 5β-콜레스테인-3α,7α,12α,26-테트롤-26,27-C14의 대사 과정을 추적한 결과 프로피오닐-CoA는 쓸개즙의 형성과 함께 발견되었다.[6]

## 대사 운명

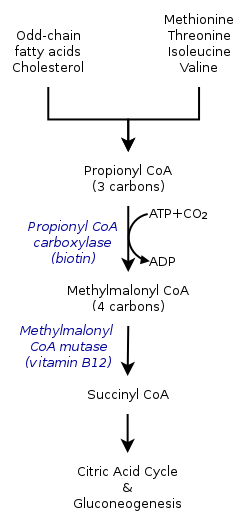
홀수 지방산 및 아미노산의 분해 대사에 의한 프로피오닐-CoA의 생성 및 프로피오닐-CoA 카복실화효소에 의한 후속 대사 과정들

프로피오닐-CoA의 대사(이화 작용의 운명)는 합성되는 환경에 따라 다르다. 따라서 혐기성 환경에서 프로피오닐-CoA는 호기성 환경에서와는 다른 대사 운명을 가질 수 있다. 프로피오닐-CoA 카복실화효소에 의한 이화작용 또는 메틸시트르산 생성효소에 의한 여러 대사 경로들은 또한 다양한 유전자들의 존재에 의존하고 있다.

### 프로피오닐-CoA 카복실화효소에 의한 반응
사람에서 시트르산 회로의 옥살아세트산과 상호작용하여 메틸시트르산을 형성하는 프로피오닐-CoA는 또한 프로피오닐-CoA 카복실화효소에 의한 카복실화를 통해 메틸말로닐-CoA로 촉매될 수 있다. 메틸말로닐-CoA는 나중에 석시닐-CoA로 전환되어 시트르산 회로에서 사용될 수 있다. 프로피오닐-CoA 카복실화효소는 프로피오닐-CoA의 메틸말로닐-CoA로의 카복실화를 촉매할 뿐만 아니라 여러 상이한 아실-CoA들에도 작용한다. 그럼에도 불구하고, 프로피오닐-CoA 카복실화효소는 프로피오닐-CoA에 가장 높은 친화력을 나타낸다. 또한 프로피오닐-CoA의 전환은 글루탐산과 같은 몇몇 시트르산 회로 마커의 부재에 의해 억제되는 것으로 나타났다. 작용기작은 왼쪽에 그림으로 표시되어 있다.

#### 작용기작
포유류에서 프로피오닐-CoA는 중탄산염과 ATP를 필요로 하는 비오틴 의존성 효소인 프로피오닐-CoA 카복실화효소에 의해 D-메틸말로닐-CoA로 전환된다.
D-메틸말로닐-CoA는 메틸말로닐-CoA 에피머화효소에 의해 L-메틸말로닐-CoA로 전환된다.

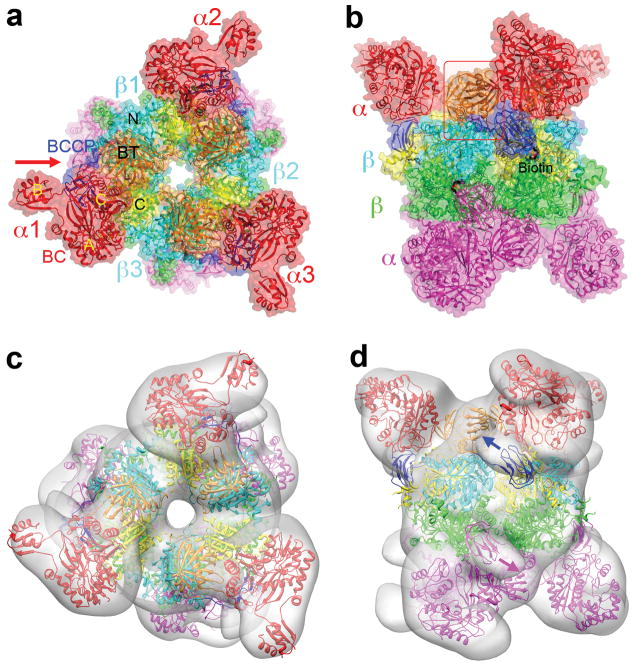
프로피오닐-CoA 카복실화효소의 구조

L-메틸말로닐-CoA는 메틸말로닐-CoA 뮤테이스에 의해 시트르산 회로의 대사 중간생성물인 석시닐-CoA로 전환된다. 메틸말로닐-CoA 뮤테이스는 탄소-탄소 결합의 치환기들의 위치 이동을 촉매하기 위해 코발라민을 필요로 하는 효소이다.
메틸말로닐-CoA 뮤테이스의 작용기작은 5'-디옥시아데노실의 5' CH2−와 3+의 산화 상태(III)인 코발트(Co) 사이의 결합의 분해로 시작되며 중간생성물로 5'-디옥시아데노실 라디칼과 환원된 Co(II) 산화 상태의 코발라민을 생성한다.
다음으로 5'-디옥시아데노실 라디칼은 메틸말로닐-CoA의 메틸기로부터 수소 원자를 뺏어서 5'-디옥시아데노신을 형성하고, 메틸말로닐-CoA는 메틸말로닐-CoA 라디칼을 형성하게 된다. 이러한 라디칼은 조효소와 탄소-코발트 결합을 형성하게 하고, 이어서 기질의 탄소 골격이 재배열되어 석시닐-CoA 라디칼이 생성되는 것으로 여겨진다. 석시닐-CoA 라디칼은 이어서 이전에 생성된 5'-디옥시아데노신으로부터 수소를 뺏어서 석시닐-CoA를 형성하고, 5'-디옥시아데노신은 5'-디옥시아데노실 라디칼을 형성하게 된다. 5'-디옥시아데노실 라디칼은 조효소를 공격하여 초기 복합체를 재형성하게 된다.
메틸말로닐-CoA 뮤테이스의 결합은 혈액의 pH를 감소시키는 위험한 이상 질환인 메틸말론산혈증을 유발한다.

### 메틸시트르산 회로

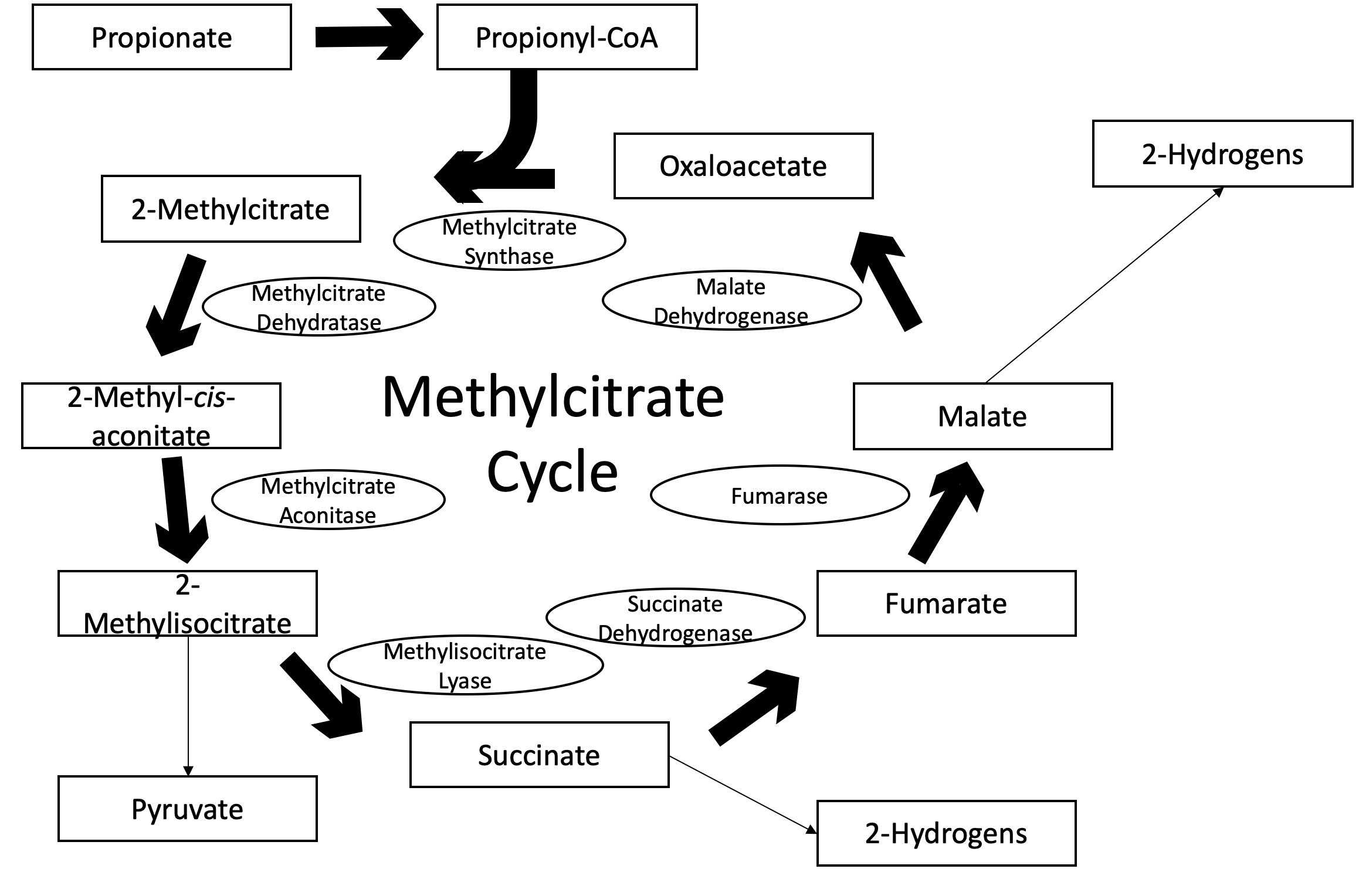
메틸시트르산 회로를 나타내는 모식도로 대사 중간생성물들 및 회로에서 4개의 수소가 방출되는 것을 보여준다. (원 안은 효소, 네모 안은 대사 중간생성물)

프로피오닐-CoA의 축적은 생물에 독성을 나타낼 수 있다. 프로피오닐-CoA가 피루브산으로 전환되는 다른 회로들이 제안되었는데, 그 중 하나는 메틸시트르산 회로이다. 초기 반응은 β 산화되어 프로피오닐-CoA를 형성하며, 프로피오닐-CoA는 회로에서 추가로 분해된다. 메틸시트르산 회로는 시트르산 회로와 관련된 효소들을 포함하고 있다. 이들은 모두 유해한 프로피오닐-CoA로부터 세균을 보호하기 위한 전반적인 반응에 기여한다. 또한 메틸시트르산 회로는 미코박테리아에서 지방산의 이화작용으로 인한 경로로 간주된다. 대사를 진행시키기 위해 prpC 유전자는 메틸시트르산 생성효소를 발현시키고, 만약 존재하지 않으면 메틸시트르산 회로는 진행되지 않을 것이다. 대신에 이화작용은 프로피오닐-CoA 카복실화효소를 통해 진행된다. 이러한 메커니즘은 참여하는 반응물, 생성물, 중간생성물, 효소와 함께 왼쪽에 표시되어 있다.

### 세균의 물질대사

#### 결핵균의 물질대사
피루브산을 형성하기 위한 프로피오닐-CoA의 산화는 결핵균(Mycobacterium tuberculosis)의 필요에 의해 영향을 받는다. 프로피오닐-CoA의 축적은 독성을 나타낼 수 있다. 결핵균에서 프로피오닐-CoA의 대사가 세포벽의 생성에 관여하는 것으로 제안되었다. 따라서 이러한 이화작용의 부재는 다양한 독소, 특히 대식세포의 항균 메커니즘에 대한 세포의 감수성을 증가시킬 것이다. 결핵균에서 프로피오닐-CoA의 운명에 관한 또 다른 가설은 프로피오닐-CoA가 홀수 지방산의 β 산화에 의해 생성되므로, 메틸시트르산 회로는 완충 메커니즘으로 작용하여 임의의 잠재적 독성을 상쇄하기 위해 후속적으로 활성화된다는 것이다.

#### 로도박터 스파에로이데스에서 가능한 격리
프로피오닐-CoA는 세균을 포함하여 다른 종들에서 많은 악영향 및 독성을 미칠 수 있다. 예를 들어, 로도박터 스파에로이데스(Rhodobacter sphaeroides)에서 프로피오닐-CoA의 축적에 의한 피루브산 탈수소효소의 저해는 치명적일 수 있다. 또한, 대장균과 마찬가지로 미코박테리아 종에서 프로피오닐-CoA의 유입은 즉시 처리하지 않으면 독성을 초래할 수 있다. 이러한 독성은 세균의 세포벽을 형성하는 지질과 관련된 경로에 의해 발생한다. 긴 사슬 지방산의 에스터화를 이용하여, 과량의 프로피오닐-CoA를 격리하고, 트라이아실글리세롤로 저장하여 프로피오닐-CoA의 상승 정도를 조절할 수 있다. 이러한 지방산의 메틸 분지 과정은 이들이 프로피오닐-CoA를 축적하는 역할을 하게 한다.

#### 대장균의 물질대사

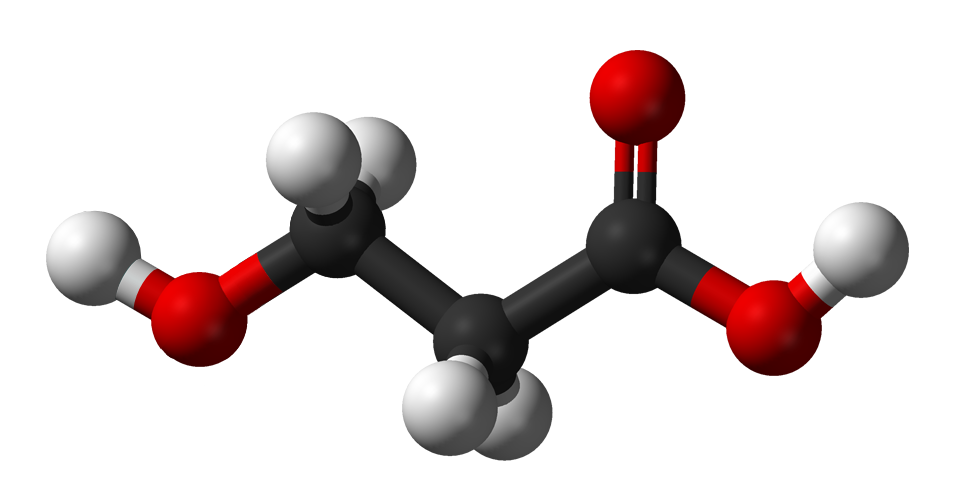
대장균의 물질대사의 산물인 3-하이드록시프로피온산의 구조

루오(Luo) 등에 의해 수행된 연구에서, 대장균은 프로피오닐-CoA의 대사가 어떻게 잠재적으로 3-하이드록시프로피온산의 생성을 유도할 수 있는지를 조사하기 위해 이용되었다. 경로에 관여하는 핵심 유전자인 석신산 CoA-전이효소(succinate CoA-transferase)의 돌연변이가 3-하이드록시프로피온산을 크게 증가시키는 것으로 나타났다. 그러나 이 분야는 여전히 발전 중인 분야로, 이 주제에 대한 정보는 제한적이다.

### 식물의 물질대사
식물의 아미노산 대사는 특정 경로에 대한 구체적인 증거가 부족하기 때문에 논란의 여지가 있는 주제로 간주된다. 그러나 식물의 아미노산 대사에 프로피오닐-CoA의 생성 및 사용과 관련된 효소들이 관여한다는 주장이 제기되어 왔다. 이와 관련된 것은 아이소뷰티릴-CoA의 대사이다. 프로피오닐-CoA와 아이소뷰티릴-CoA는 발린 대사에서 중간생성물로 간주된다. 프로피온산은 프로피오닐-CoA의 형태로 구성되어 있기 때문에, 프로피오닐-CoA는 퍼옥시좀의 β 산화 경로를 통해 β-하이드록시프로피온산으로 전환된다는 것이 밝혀졌다. 그럼에도 불구하고, 애기장대에서 발린을 프로피오닐-CoA로 전환시키는 주요 효소들은 관찰되지 않았다. 루카스(Lucas) 등이 수행한 다양한 실험들에서 식물에서 퍼옥시좀의 효소를 통해 프로피오닐-CoA 및 아이소뷰티릴-CoA가 발린 뿐만 아니라 많은 다른 기질들의 대사에 관여하는 것으로 제안되었다.

### 균류의 물질대사

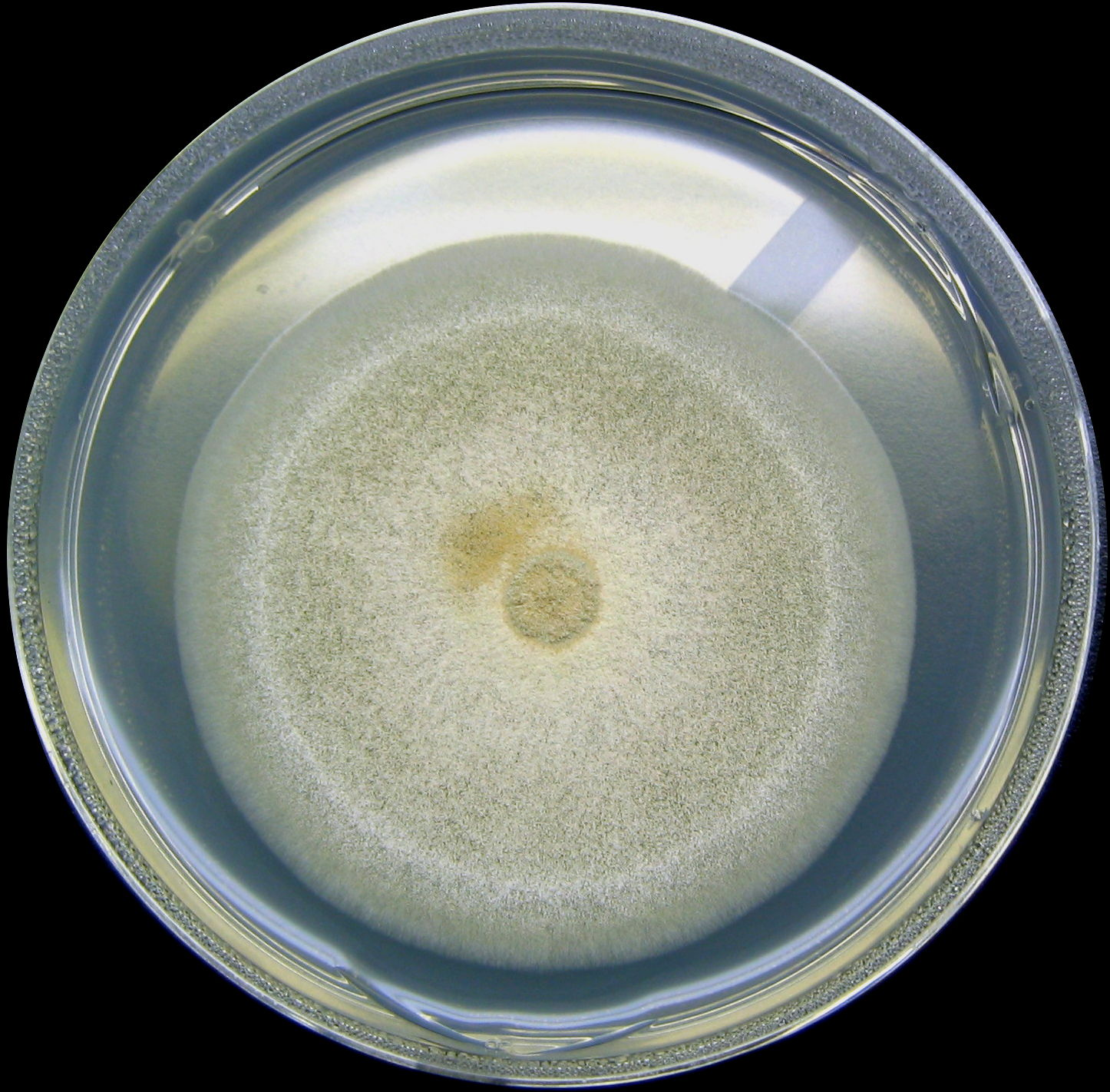
균류인 아스페르길루스 니둘란스(Aspergillus nidulans)의 배지. 이 균류를 사용하여 프로피오닐-CoA 대사 및 폴리케타이드 합성을 분석하였다.

지방산의 이화작용을 통한 프로피오닐-CoA의 생성은 또한 싸이오에스터화와 관련이 있다. 아스페르길루스 니둘란스(Aspergillus nidulans)에 관한 연구에서, 위에서 언급한 경로의 메틸시트르산 생성효소 유전자인 mcsA의 억제로 별개의 폴리케타이드의 생성이 억제되는 것으로 밝혀졌다. 따라서 메틸시트르산을 통한 프로피오닐-CoA의 사용은 프로피오닐-CoA의 농도를 감소시키는 동시에, 폴리케타이드의 농도를 증가시킨다. 폴리케타이드는 아세틸-CoA 및 말로닐-CoA로 만들어지고 균류에서 흔히 발견되는 구조라는 점에서 보다 더 일반적으로 알려진 화합물인 폴리펩타이드와 다르다. 폴리케타이드는 식물에 병원성을 나타내는 균류를 통해 농업 작물에 대한 폴리케타이드의 독성을 제한함으로써 의약적으로나 잠재적으로 해로운 속성에 대한 연구를 증가시키게 한 특성들을 가지고 있다.

## 사람에 대한 임상적 중요성

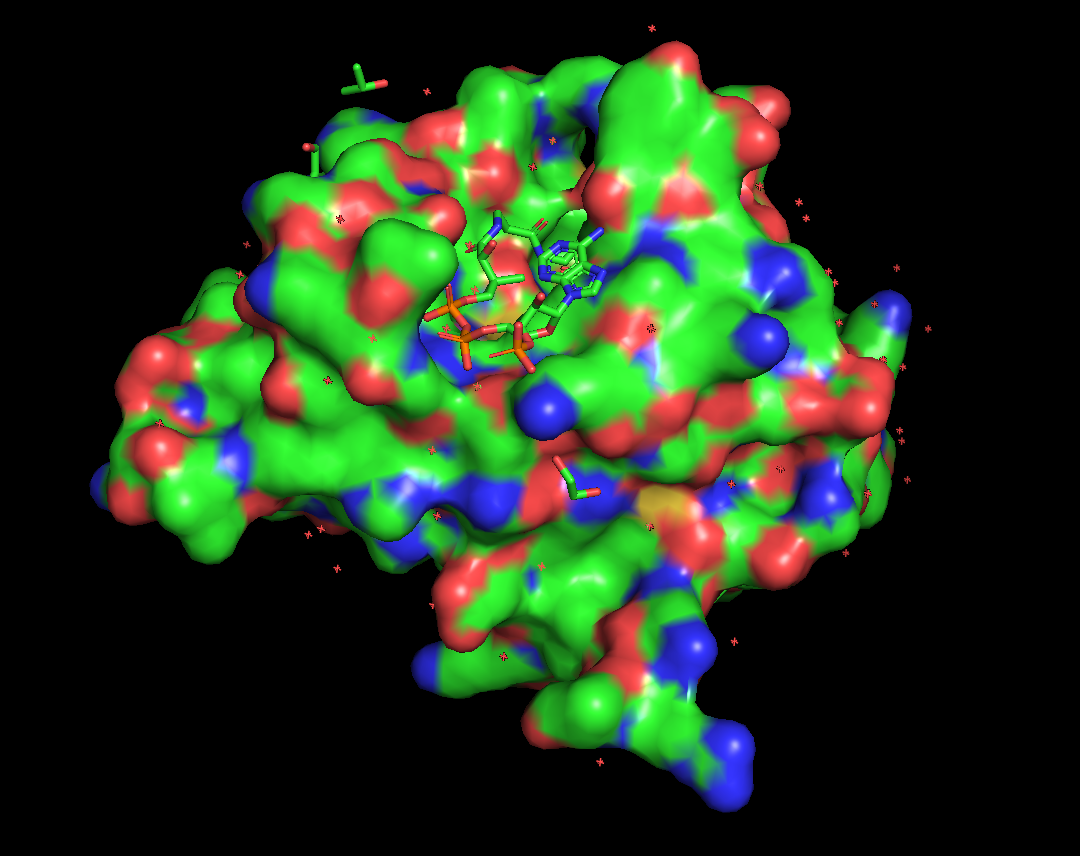
Gen5의 활성 부위와 상호작용하는 프로피오닐-CoA. Gen5는 공간 채움 모형으로 표시된 반면, 복합체의 중간에 있는 프로피오닐-CoA는 막대 모형으로 표시되어 있다.

### Gen5
식물의 퍼옥시좀 내의 효소가 프로피오닐-CoA 및 아이소뷰티릴-CoA와 결합하는 방식과 유사하게 사람의 아세틸기전이효소인 Gen5는 프로피오닐-CoA 및 뷰틸 사이아노아크릴레이트와 결합한다. 이들은 GCN5L2의 촉매 도메인에 특이적으로 결합한다. 이렇게 보존된 아세틸기전이효소는 히스톤의 N-말단 꼬리의 리신 잔기의 아세틸화에 의한 전사 조절을 담당한다. 이러한 아세틸화 작용은 프로피오닐화 또는 뷰티릴화보다 반응 속도가 훨씬 빠르다. 프로피오닐-CoA의 구조로 인해 Gen5는 서로 상이한 아실-CoA 분자들을 구별한다. 실제로 뷰티릴-CoA의 프로필기는 불포화된 아실 사슬로 인해 Gen5의 활성 부위에 대한 입체특이성이 부족하기 때문에 결합할 수 없다는 것이 밝혀졌다. 반면에 프로피오닐-CoA의 3번 탄소는 정확한 방향으로 Gen5의 활성 부위로 들어갈 수 있다.

### 프로피온산혈증
신생아의 발달 단계에서 프로피오닐-CoA 카복실화효소의 결핍으로 인한 프로피온산혈증은 장애, 정신 장애 및 기타 여러 가지 문제들을 일으킬 수 있다. 이는 프로피오닐-CoA가 메틸말로닐-CoA로 전환될 수 없기 때문에 프로피오닐-CoA의 축적에 의해 야기된다. 신생아들은 높은 프로피오닐카르니틴에 대한 검사를 받는다. 이러한 질병을 진단하는 다른 방법으로는 소변 검사가 있다. 반복되는 증상을 되돌리고 방지하는데 사용되는 의약품에는 프로피온산의 생성을 줄이기 위해 보충제를 사용하는 것이 포함된다.

## 같이 보기
- 석시닐-CoA
- 메틸말로닐-CoA